# Monodiella flexuosa
Monodiella es un género monotípico de plantas fanerógamas perteneciente a la familia Gentianaceae. Su única especie, Monodiella flexuosa, es originaria de Chad.

## Taxonomía
Monodiella flexuosa fue descrita por  René Charles Maire y publicado en Bull. Soc. Hist. Nat. Afrique N. 34: 137 1943.
Sinonimia
- Centaurium flexuosum (Maire) Lebrun & Marais[3]